# ザック・ワイルド
ザック・ワイルド（Zakk Wylde）ことザカリー・フィリップ・ワイルド（Zachary Phillip Wylde、出生名：ジェフリー・フィリップ・ヴィーラント（Jeffrey Phillip Wielandt）、1967年1月14日 - ）は、アメリカのギタリスト兼シンガーソングライターである。ブラック・レーベル・ソサイアティのヴォーカリスト兼ギタリストとして活動している。また、オジー・オズボーンのバンドのギタリストとしては、最も長く活動していた人物である。

## 略歴
1967年1月14日に、アメリカのニュージャージー州・ベイヨンにて生まれる。14歳の頃に、リーロイ・ライトの下でギターを始める。ストーン・ヘンジなど、幾つかのバンドを経験した後、19歳となった1987年、ジェイク・E・リーの後任のギタリストを探していたオジー・オズボーンのバンドのオーディションにテープを送る。オジーとの初ライブはイギリスの刑務所だったという。
1988年発売の「ノー・レスト・フォー・ザ・ウィケッド」以降、オジーの5枚のスタジオ・アルバムに参加し、ギタリストとしてだけでなく作曲においても貢献する。この業績により、ザックは一気に一流ギタリストの仲間入りを果たす。
1991年、「ノー・モア・ティアーズ」のアルバムに参加。このアルバムを最後に引退を宣言していたオジーのツアーにも参加をする。
1994年、オジーのバンドを脱退。自身のソロプロジェクトとして「プライド・アンド・グローリー」を結成する。後にこれが「ブラック・レーベル・ソサイアティ(通称BLS)」へ発展する事になる。
2001年、オジーのバンドに復帰。来日ツアーにも同行した。
2006年、ハリウッド・ウォーク・オブ・フェームに、手形とサインが採録された。
2009年、脚の激痛を訴え緊急入院、診察の結果血栓症であることが判明。悪化すれば生命の危機も有り得るとの診断結果のため、一時活動休止を余儀なくされるが、後に投薬治療と禁酒を行うことで回復。同年、オジー・オズボーンバンドから離脱(後任はガス・G)。同年12月、エピフォンから発売された「Zakk Wylde Graveyard」のプロモーションで来日。
2016年1月、NAMMショーにてザックの為に製作されたギターブランド「Wylde Audio」がシェクターより世界70カ国以上で販売される事が発表された。
2022年12月、南米3か国で行われたパンテラ再結成ツアーにギタリストとして参加した。

## 音楽性
最も尊敬するギタリストはランディ・ローズであるが、オールマン・ブラザーズ・バンドやレーナード・スキナードなど、ブルースやカントリー（サザン・ロック）などからの影響も大きく、ペンタトニック・スケールを基調としたブルース色の強い、豪快な演奏が身上である。
デビュー当初、オジーオズボーンのギタリストとしての活動が中心であった時期はバリバリのロックギタリストとして知られていたが、オジーオズボーンバンドの脱退時に結成した プライド&グローリー では、ブルースやカントリー（サザン・ロック）などの要素を多分に含んだ楽曲を発表した。
デビュー当時から、ベルボトムを穿き足を大きく開き、長い金髪を振り乱し、仁王立ちして威風堂々とギターを弾く姿が彼のスタイル。揺れ幅の大きいビブラートやパンチの効いたピッキング・ハーモニクスが大きな特徴。また、チキン・ピッキングと呼ばれる、ピックと他の指を同時に使って演奏するテクニックに長けており、彼の大きなトレードマークとなっている。
その他、影響を受けたギタリストとして雑誌のインタビューに、ジミ・ヘンドリックスやエドワード・ヴァン・ヘイレン、マイケル・シェンカー、アル・ディ・メオラ、ジミー・ペイジ、スティーヴィー・レイ・ヴォーン、トニー・アイオミ、ロビン・トロワー、フランク・マリノ&マホガニー・ラッシュなどを挙げている。
ギターのチューニングは変則チューニングを多用する。一般的な全弦半音下げに止まらず、全弦一音下げ、全弦二音下げなども珍しくない。一番低いものでは、6弦のみではあるが四音半下げ（E音=ミをG音=ソまで下げるチューニング）で弾いている曲もある。
ギターのみならず、ソロ作ではボーカルも取る。また、幼少期にピアノを習っていた事があるためレコーディングやライブでも演奏することもあり、実際にオジー・オズボーンの『Dreamer』やBLSの『In This River』のPVなどでピアノを弾く姿を観ることが出来る。オジーの『ブラック・レイン』（2007）では、キーボードも務めた。

## 使用機材

### ギター

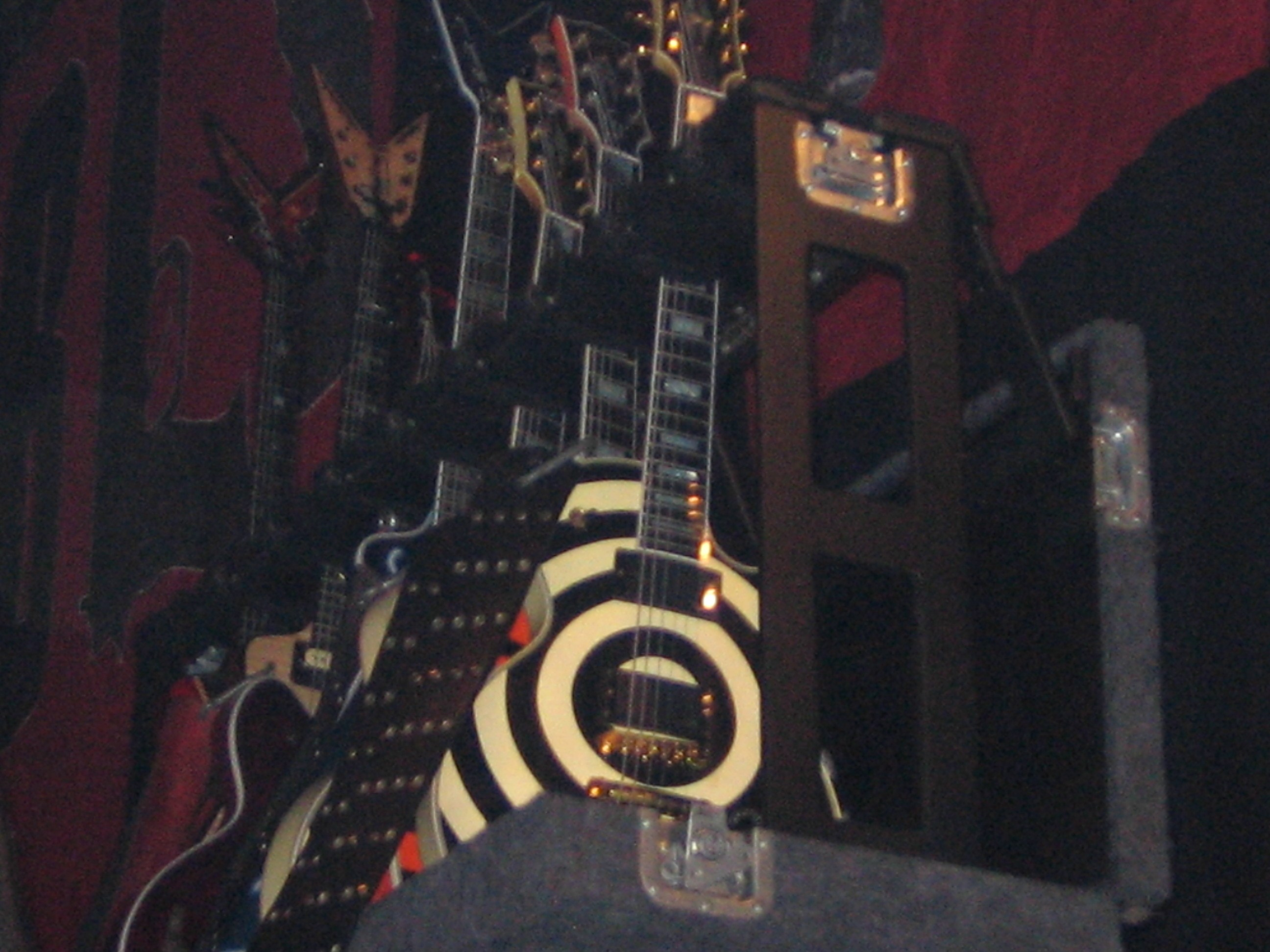
トレードマークとなっている「ブルズアイ」デザインのレスポール・モデル

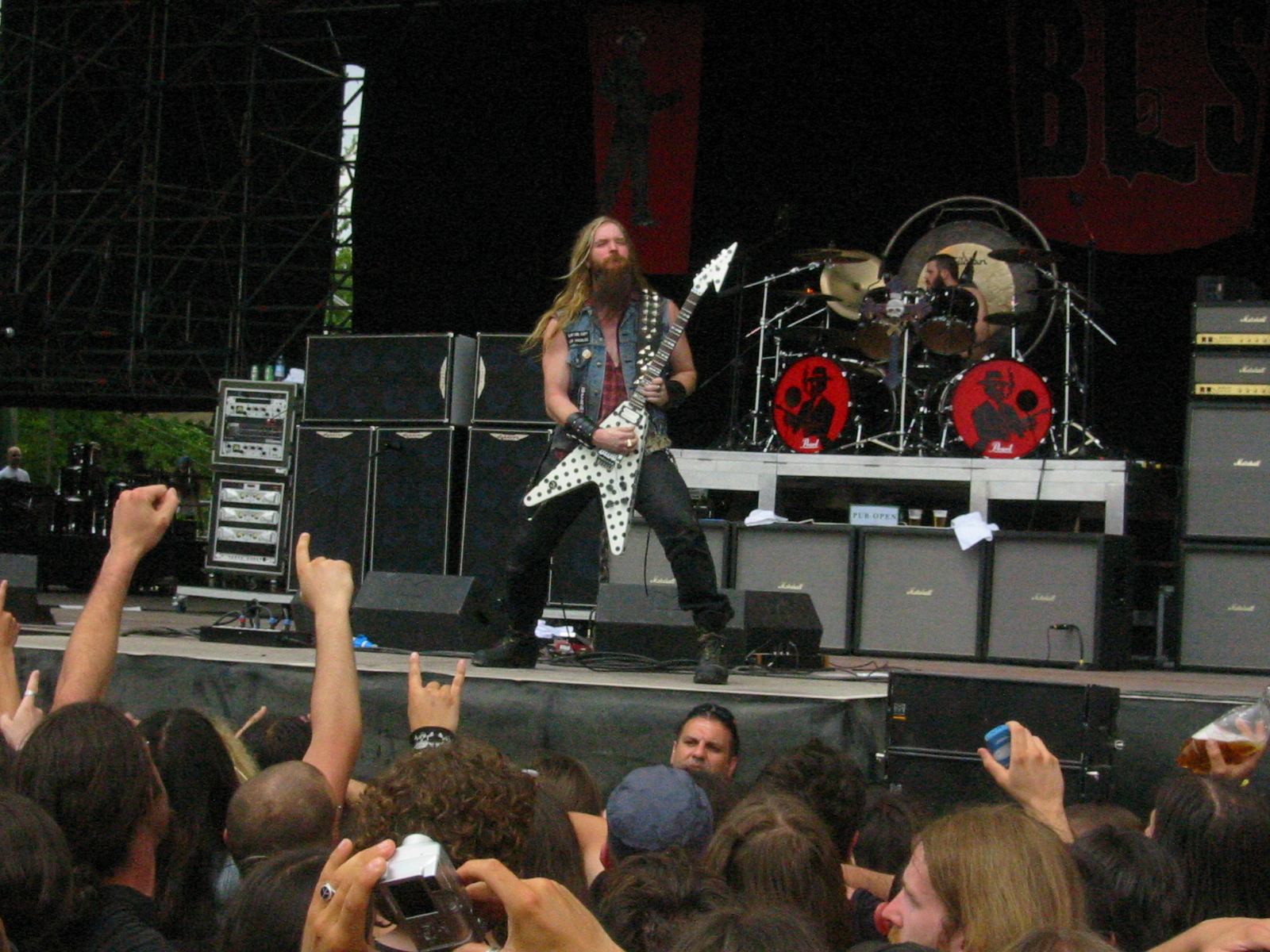
ランディ・ローズ・モデルのフライングVを持つザック

彼が使用するギターは、ギブソンのギブソン・レスポール・カスタムがほとんどである。レコーディングではサスティナー搭載モデルもしばし使用する。同社から自身のシグネイチャー・モデルのレスポール・モデルも製作・販売されており、ライブ等で主に使用されるのはこのモデルである。また、同社からはトレードマークのサークル模様を施し、フロイド・ローズ・トレモロユニットを搭載した「フライングVカスタム」が製造されており、こちらもライブなどで使用している。
親交の深かったダイムバッグ・ダレルが、2004年に凶弾に倒れてからは、ダレルを偲んで彼のシグネチュアモデル（Razorback）も使用するようになった。これは、ダレルが自身の新しいモデルを製作する際に、親友であるザックとエドワード・ヴァン・ヘイレンに送った（残した）物で、それぞれのトレードマークとされている模様が施されている。
近年、幼少の頃からのヒーローであるランディ・ローズモデルのギターも使用している。
自身が使用するギターには、ほぼすべてのギターにEMG社製のアクティブサーキットを使用したピックアップが使用されている。パワフルでノイズが少ない独特の音質が気に入っている、とのこと。EMGが搭載されていないギターにも後に搭載する改造を行っている。
2015年からは自身のブランド「Wylde Audio」のギターを使用している。

### アンプ
オジーのバンド加入当時は、リー・ジャクソンの改造によるマーシャルの100Wアンプとメタルトロニクスのスピーカーユニットを使用していたが、後にマーシャルのJCM800 2203に変更。これは、現在ではザックのトレードマークとなっている。
2002年には、ザック・ワイルドモデル「Marshall JCM800ZW」が、マーシャル社から発売されている。真空管は、グルーブチューブ社製のパワー管GT-6550Rとプリ管GTECC83S、GT-12AX7-CまたはMを主に使用している。
スピーカーユニットは、エレクトロヴォイス社のEVM-12L "Black Lable" で、これをザックのために制作されたマーシャル製キャビネットに搭載している。彼は自身のスピーカーキャビネット群をウォール・オブ・ドゥーム（滅びの壁）と呼んでいる。

### エフェクター
オジーのバンド加入当時は、ラック式のエフェクターを多用していたものの、現在はほとんど使用していない。ライブでは、ワウとロトバイブ、オーバードライブ、コーラスの4つだけしか使用しないことも多い。
ワウには、ピックを数枚重ねてテープで重ねたものをペダルの下に挟み、自分のお気に入りの音（いわゆる「半踏み」の音）が出る位置でペダルを止められるように工夫していた。
ジム・ダンロップ社より、ザック・ワイルドモデルのエフェクター、ZW-44 [WYLDE OVERDRIVE]とZW-38　[BLACK LABEL CHORUS]、ワウペダルZW-45 [ZAKK WYLDE SIGNATURE WAH]がMXRブランドで発売されている。また、ZW-44 [WYLDE OVERDRIVE]は生前のダイムバッグ・ダレルも使用していた。
2023年 MXR WYLDE AUDIO Stomp Box発表 

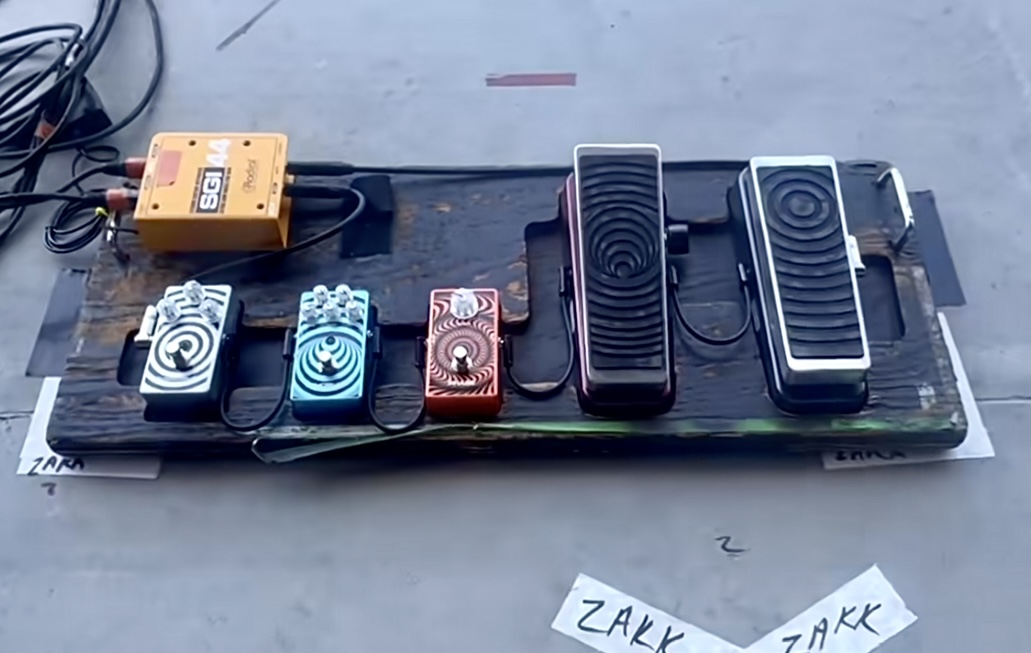
MXR WYLDE AUDIO 2023

## 人物
- デビュー当時から、胸まで届くほど長い金髪が外見上のトレードマークであるが、ギター雑誌のインタビューで「当時俺は警察に追われていたからライブ中は頭を振れば髪の毛で顔が見えなくなるように長く髪を伸ばしていたんだ」と語っていた。現在、彼のトレードマークとなっている長い顎髭は、ダイムバッグ・ダレルの顎髭を継承しているといわれている。他の説に、来日公演中に同行した日本人スタッフの顎鬚を気に入ったというものがある。
- その髭によって、男らしい印象を強く受ける容姿だが、それと対照的にかつて（髭を生やしていない頃）は女性的な要素さえ感じるような顔立ちであった（アイドル的な人気があったと言われることもある）。
- 風呂はあまり好きではないらしく、身内によると体臭はかなりのものであるとのこと。
- 息子には、伝説的ロック・ギタリスト5人の名前を全て付けている(Hendrix、Halen、Michael、Rhoads、Wylde）。すなわち、ジミ・ヘンドリックスとエドワード・ヴァン・ヘイレン、マイケル・シェンカー、ランディ・ローズ、ザック・ワイルドの5名である。
- 音楽の嗜好に関してはブラック・サバスやヴァン・ヘイレンなどからニール・ヤングやエルトン・ジョンなどまで幅広く持っているが、ヒップ・ホップやラップ・ミュージックは好きになれないとのこと。
- 一方でヒップ・ホップのサウンドを取り入れているリンキン・パークを「サウンドプロダクションが素晴らしい」と褒める発言もしており、必ずしもラップ・ミュージックの全てを否定している訳ではないという。
- 同郷出身であり俳優としても多方面で活動しているボン・ジョヴィを嫌っており、メディアなどで「あんなのはロックじゃない」などと辛辣な発言をする事が多い。
- 1999年頃のYOUNG GUITAR誌のインタビューによれば、息子の影響でポケットモンスターの名前を全部覚えてしまったとのこと。
- ライブ時にはギターを低く構えるが、ソロの時には舞台のモニターに足を乗せ、その膝の上にギターを立てるようにして弾くのが、ある種のお決まりとなっている。
- 初めて購入したレコードは、ブラック・サバスであるという。ザックが、小学生の時の粘土細工の時間に、クラスメイトが矢が刺さった髑髏を作っており、更にその髑髏には「BLACKSABBATH」と書かれていた。衝撃を受けたザックはクラスメイトにサバスのことを教えてもらい、レコードショップへ飛んで行ったという。
- 酒好きで知られており、ジャック・ダニエルやサッポロビールを好んでいるが、上記の血栓症を患ってからは飲酒を止めている[6]。

## ディスコグラフィ

### オジー・オズボーン
- ノー・レスト・フォー・ザ・ウィケッド - No Rest for the Wicked（1988年）
- ジャスト・セイ・オジー - Just Say Ozzy（1990年、ライヴ）
- ノー・モア・ティアーズ - No More Tears（1991年）
- ライヴ&ラウド - Live & Loud（1993年、ライヴ）
- オズモシス - Ozzmosis（1995年）
- ダウン・トゥ・アース - Down to Earth（2001年）
- ライヴ・アット武道館 - Live at Budokan（2002年、ライヴ）
- ブラック・レイン - Black Rain（2007年）

### プライド&グローリー
- プライド&グローリー - Pride & Glory（1994年）

### ソロ・アルバム
- ブック・オブ・シャドウズ - Book of Shadows（1996年）
- ブック・オブ・シャドウズⅡ - Book of ShadowsⅡ（2016年)

## 映画出演
- ロック・スター（2001年）

## 来日公演

### 単独公演
- Japan Tour 1994（1994年）
  - 11月4日・10日 東京 東京厚生年金会館
    - Pride & Glory名義
- Japan Tour 1997（1997年）
  - 1月24日 大阪 松下IMPホール
  - 1月26日 名古屋 名古屋クラブクアトロ
  - 1月27日・28日 東京 LIQUIDROOM
- Japan Tour 2001（2001年）
  - 5月01日・2日・3日 東京 渋谷クラブクアトロ
  - 5月09日 名古屋 名古屋クラブクアトロ
  - 5月10日 大阪 心斎橋クラブクアトロ

### フェス
- ROCK AROUND THE BAY '97（1997年）
  - 8月16日・17日 東京 有明レインボータウン レインボーステージ 
    - スティーヴ・ヴァイ、モトリー・クルーと共演
- GENERATION AXE -A NIGHT OF GUITARS-（2017年）[注 1]
  - 4月3日 名古屋 Zepp名古屋
  - 4月4日 大阪 Zepp難波
  - 4月6日・7日 東京 Zepp東京
- GENERATION AXE -The Guitars That Destroyed The World-（2019年）[注 1]
  - 11月25日 福岡 Zepp福岡
  - 11月26日 大阪 Zepp難波
  - 11月28日 名古屋 Zepp名古屋
  - 11月29日 東京 豊洲PIT